# De opificio mundi (Filone Alessandrino)
Il De opificio mundi è un trattato sulla storia della creazione in Genesi, composto da Filone Alessandrino tra il 30 e il 40 d.C. Appartiene al genere letterario dell'Esamerone ed è il primo esempio sopravvissuto, sebbene esistano anche opere di questo tipo precedenti, che andarono perdute. Uno di queste fu quella di Aristobulo di Alessandria, che fu fonte di ispirazione per l'opera dello stesso Filone. Per la prima volta nella letteratura ebraica, Filone applica il concetto di "Divino Architetto" al Dio biblico.
In tutte le raccolte di opere di Filone, il De opificio compare sempre per primo, con una sola eccezione, a partire dall'edizione di Turnebus del 1552. Solo il suo Legum allegoriae fu più popolare. Il trattato attrasse il pubblico per molte ragioni, tra cui: la sua dedizione al tema della creazione, la sua inedita lettura monoteistica del Timeo di Platone (successivamente adottata dai Padri della Chiesa e dal platonismo cristiano) e il suo sviluppo della teologia del Logos. Filone scrisse anche alcune opere simili al De opificio, tra cui il Commento allegorico alla Genesi e le Domande e risposte sulla Genesi e sull'Esodo, per le quali il De opificio fungeva da trattato di apertura.

## Influssi
L'opera di Filone si inseriva nel solco di una tradizione ebraica esistente di commenti ed esegesi dei libri di Mosè, come i precedenti (e ora perduti) scritti di Aristobulo di Alessandria. Filone cita anche alcuni altri filosofi precedenti come Platone, anche se raramente si riferisce a loro e, quando lo fa, di solito non per nome. Baudouin Decharneux ha sostenuto che la dottrina di Filone sui poteri divini (δυναμεις) è stata influenzata in egual misura da idee bibliche e greche (principalmente platoniche).
Poiché molte delle opere su cui doveva basarsi o con cui lavorava sono andate perdute, il De opificio (oltre al resto dell'ampia opera di Filone sopravvissuta) viene utilizzato per aiutare a ricostruire questi testi precedenti.

## Genere
Negli scritti successivi, Filone definì il De opificio come una συνταζξις, ovvero una "composizione ordinata", un'opera didattica o sistematica in prosa. Essa è considerata anche un commento ai libri di Mosè. Appartiene ad un insieme più ampio di opere di Filone, denominato Esposizione della Legge, che era un progetto tripartito in cui il De opificio era la prima parte sul tema della creazione, seguito da una seconda parte sulla storia e da una terza parte sulla legislazione.

## Struttura
Secondo Runia, la struttura del De opificio di Filone può essere suddivisa in venticinque capitoli come segue (con il simbolo §§ che indica il termine "sezioni"):
- §§1-6. Introduzione.
- §§7-12. Commenti preliminari su Dio e il cosmo.
- §§13-15a. Osservazioni sul fatto che i sei giorni non sono letterali ma denotano semplicemente l'ordine della creazione.
- §§15b-25. Il primo giorno.
- §§26-28. Osserva che In principio si riferisce a ciò che Dio fece per primo, come primo momento temporale.
- §§29-35. Sette componenti principali del cosmo secondo Gen 1,1-3.
- §§35-37. Secondo giorno.
- §§38-44. Terzo giorno.
- §§45-52. Quarto giorno: commenti sulla relazione tra il numero del giorno (quattro) e ciò che è stato creato in questo giorno.
- §§53-61. Quarto giorno: gli eventi della creazione.
- §§62-68. Quinto giorno.
- §§69-71. Commenti sul perché l'uomo è fatto a immagine di Dio.
- §§72-76. Perché Dio si è servito di aiutanti per creare (secondo Gen 1,26)?
- §§77-88. Perché l'uomo è stato creato per ultimo?
- §§89-128. La relazione tra il sabato e il numero sette.
- §§129-130. Riflessione riassuntiva su Gen 2,4-5a.
- §§131-133. Sulla separazione dell'acqua dolce da quella salata.
- §§134-135. Sulla creazione dell'uomo dalla terra.
- §§136-147. L'eccellenza del primo essere umano.
- §§148-150. L'uomo che dà il nome agli animali.
- §§151-152. Le origini della donna e la ricerca del piacere corporeo.
- §§153-156. Interpretazione degli eventi nel giardino.
- §§157-166. Interpretazione del serpente.
- §§167-170a. Le conseguenze della malvagità.
- §§170b-172. Mosè insegna cinque lezioni vitali.

## Traduzioni e edizioni
- (EN)  Douwe Runia, Philo of Alexandria, On the Creation of the Cosmos according to Moses Introduction: Translation and Commentary, Brill, 2001.